# Raphael Bronstein
Raphael Bronstein   (Vílnius, 25 de juny de 1896 - Nova York, 4 de novembre de 1988) va ser un violinista i professor de violí.

## Biografia
Va néixer en una família jueva a Vílnius, i va estudiar violí amb Leopold Auer al Conservatori de Sant Petersburg. Va arribar als Estats Units el 1923 per ocupar una feina com a ajudant d'Auer. Bronstein va tenir una filla, Ariana Bronne, que va ensenyar a l'Escola de Música de Manhattan.

## Carrera
La carrera docent de Bronstein va durar 65 anys i va ser responsable d'una gran part de la generació encara actual de professors i intèrprets de violí líders. Va ensenyar a la "Hartt School" de Hartford, la Universitat de Boston, l'Escola de Música de Manhattan, el Queens College, la "City University de Nova York" i el "Graduate Center de la City University of New York". Se'l recorda anualment a l'Escola de Música de Manhattan. amb el premi Raphael Bronstein. Els estudiants de Bronstein han inclòs Elmar Oliveira, Margaret Jones Wiles, Michael Ludwig, Martha Strongin Katz, Lya Stern, Jay Zhong, Kerry McDermott, Judith Morse, Estelle Kerner, Richard Auldon Clark i la seva pròpia filla Ariana Bronne, Daniel Kobialka i Phillip Ruder també es troben entre els estudiants més destacats de Bronstein.
Va fundar i va dirigir la "Bronstein Symphonietta" el 1949. Va escriure la Science of Violin Playing.
Bronstein va morir a l'Hospital St. Luke de Manhattan, Nova York, el 4 de novembre de 1988.